# Mate con malicia
El mate con malicia o mate con punta es una bebida hecha de infusión de mate y aguardiente o pisco, que se consume principalmente en las zonas rurales de Chile. Este trago generalmente se bebe por los huasos, gauchos, pescadores y leñadores para calentar el cuerpo, ya que combina el alcohol y las sustancias estimulantes presentes en la yerba mate, a saber, cafeína, teobromina y teofilina.